# Netscape Navigator
Cet article concerne le navigateur Netscape. Pour l'entreprise qui produisait ce dernier, voir Netscape Communications.
 (avril 2009).
Si vous disposez d'ouvrages ou d'articles de référence ou si vous connaissez des sites web de qualité traitant du thème abordé ici, merci de compléter l'article en donnant les références utiles à sa vérifiabilité et en les liant à la section « Notes et références ».
Netscape Navigator était un navigateur web qui a dominé le marché au milieu des années 1990. Celui-ci a régressé face à la concurrence d'Internet Explorer, fourni gratuitement par Microsoft et intégré à Windows. Il était édité par la société Netscape Communications, faisant maintenant partie du groupe Time Warner (anciennement connu sous le nom d'AOL Time Warner).
Le logiciel était disponible sur les plateformes Windows, Unix et MacOS. Son support a cessé le 1er mars 2008 mais il est à l'origine du navigateur Mozilla Firefox, toujours en développement.

## Les différentes appellations
Les versions 4 sont des suites logicielles appelées « Netscape Communicator » et les versions développées dans les années 2000, à partir de la version 6.0, s'appellent simplement « Netscape », enfin à partir de la version 9.0, à nouveau « Netscape Navigator ».
- Netscape Navigator : 1994 à 1997 (jusqu'aux versions 3.x)[2],[3]
- Netscape Communicator : 1997 à 2002 (versions 4.x)
- Netscape : 2000 à 2007 (versions 6.0 à 8.x)
- Netscape Navigator : 2007 à 2008 (version 9.0)

## Historique

### Les origines
Créé en 1994 par une équipe venant de NCSA Mosaic, Netscape Navigator a été le premier navigateur commercial distribué à grande échelle[réf. nécessaire]. Dès son lancement, il a connu un succès fulgurant, reléguant vite son ancêtre NCSA Mosaic aux oubliettes[réf. nécessaire].
Lorsque la révolution Internet grand public est arrivée au milieu des années 1990, Netscape était bien placé pour en tirer parti. Avec un bon mélange de fonctionnalités et un système de licence attrayant qui permettait une utilisation gratuite à des fins non commerciales, le navigateur Netscape est rapidement devenu la norme de facto, en particulier sur la plate-forme Windows. Les fournisseurs de services Internet et les éditeurs de magazines informatiques ont contribué à le rendre facilement accessible.
Une innovation introduite par Netscape en 1994 était l'affichage à la volée des pages Web, où le texte et les graphiques apparaissaient à l'écran au fur et à mesure que la page Web se téléchargeait. Les navigateurs Web antérieurs n'affichaient pas une page tant que tous les graphiques qu'elle contenait n'avaient pas été chargés via la connexion réseau. cela signifiait qu'un utilisateur pouvait n'avoir qu'une page vierge pendant plusieurs minutes. Avec Netscape, les personnes utilisant des connexions commutées pouvaient commencer à lire le texte d'une page Web quelques secondes après avoir entré une adresse Web, avant même que le reste du texte et des graphiques aient fini de se télécharger. Cela a rendu le Web beaucoup plus tolérable pour l'utilisateur moyen.
À la fin des années 1990, Netscape s'est assuré d’être le leader technique parmi les navigateurs Web. Les nouvelles fonctionnalités comprenaient les cookies, les cadres, la configuration automatique du proxy, et JavaScript (dans la version 2.0). Bien que ces innovations et d'autres soient finalement devenues des normes ouvertes du W3C et de l'ECMA et aient été imitées par d'autres navigateurs, elles ont souvent été considérées comme controversées. Netscape, selon les critiques, était plus intéressé à plier le Web à ses propres "normes" de facto (contourner les comités de normalisation et ainsi marginaliser la concurrence commerciale) qu'à corriger les bogues dans ses produits. Les défenseurs des droits des consommateurs ont particulièrement critiqué les cookies et les sites Web commerciaux qui les utilisent pour envahir la vie privée des individus.

### La guerre des navigateurs
Cependant, avec l'arrivée d'Internet Explorer et son évolution très rapide entre 1995 et 1997, Netscape a finalement été rejoint, puis dépassé par son concurrent lors d'un épisode qu'on appelle la guerre des navigateurs (« browser wars » en anglais). Le produit de Netscape avait le mérite d'être décliné pour toutes les plateformes, UNIX comme Windows , mais cette dernière était devenue largement prépondérante dans le grand public.

### Une lente agonie

Évolution de la part respective des navigateurs entre 1996 et 2009 (Netscape est en vert)

Outre son torpillage par les pratiques commerciales de Microsoft (Internet Explorer gratuit puis intégré dans Windows 95 OSR2, accord avec AOL), qui ont donné lieu à un procès qui n'aboutira qu'en 2002, Netscape, dont la version 4 avait entre-temps été renommée « Communicator » et auquel ont été adjoints un module de courrier électronique ainsi qu'un composeur de pages web, commençait également à souffrir de graves problèmes de performances comparé à la version équivalente d'Internet Explorer.
C'est ce qui a poussé la société à passer le code de ce qu'elle espérait devenir la version 5.0 de son produit phare sous une licence libre, en créant l'organisation Mozilla le 30 mai 1998. Il s'est avéré qu'une grande partie de celui-ci était irrécupérable pour produire un navigateur de la nouvelle génération, capable de gérer les nouveaux standards émergents de développement web comme XHTML, le DOM ou CSS. Cette version 5.0 n'a finalement jamais vu le jour et un lent travail de réécriture a été entrepris sur la base d'un nouveau moteur de rendu appelé « Gecko » utilisé entre autres par Firefox et Thunderbird.

## Le renouveau de Netscape

### Netscape 6
Depuis la version 6, Netscape (et non plus « Netscape communicator ») est donc basé sur Mozilla (qui lui-même est une reprise de Netscape), un navigateur libre dont le développement est resté pendant de nombreuses années, pour la majeure partie, réalisé et financé par AOL/Netscape. Cette version 6 a été lancée le 14 novembre 2000 avant d'être réellement prête (Mozilla Suite 1.0 ne verra le jour qu'un an plus tard). La version présentée au public s'avère donc lourde, lente et instable. Netscape s'aliènera ainsi une frange importante des utilisateurs qui lui étaient restés fidèles malgré la concurrence de Microsoft. Cette mauvaise réputation collera désormais à la peau de Netscape même si les versions 6.1 (parue en août 2001) et 6.2 en corrigeaient les faiblesses.

### Netscape 7
La version 7.0, parue en 2002, inclut de réelles innovations venant des contributeurs de Mozilla, comme la navigation par onglets et le blocage de fenêtres intruses. Outre le client de messagerie électronique et l'éditeur de pages Web Composer, cette version permet de se connecter à AIM, le réseau de messagerie instantanée d'AOL.
AOL a retiré ses ingénieurs du projet depuis la sortie simultanée de Netscape 7.1 et de Mozilla Suite 1.4 mi-2003, ne le finançant plus que via la Mozilla Foundation. Une ultime version 7.2 de Netscape, basée sur Mozilla Suite 1.7, a cependant été publiée par AOL le 17 août 2004.

### Netscape 8
Le 30 novembre 2004, AOL a permis à une poignée de privilégiés de télécharger un prototype de Netscape Browser, un nouveau navigateur basé sur Mozilla Firefox 0.9.3. Comme celui-ci, il s'agit d'un simple navigateur, ne comportant plus de gestion du courrier électronique ou de messagerie instantanée. Si ce prototype s'annonce comme une nouvelle version de Netscape, il n'est plus développé par la division Netscape Communications d'AOL qui ne compte plus aucun programmeur en son sein, mais par une société canadienne externe appelée Mercurial Communications. Une de ses particularités est qu'il permet de passer indifféremment du moteur d'affichage Gecko de Mozilla à celui d'Internet Explorer sous Windows. En contrepartie, il n'existe que pour les systèmes Windows.
Le 2 mars 2005, est sortie officiellement la version bêta de Netscape 8.0, basée sur Mozilla Firefox 1.0. Doté d'une présentation moderne, il intègre un gestionnaire de messageries internet (webmails) et comporte des innovations intéressantes. La part de marché du navigateur Netscape est remontée à quelques pourcents grâce à cette nouvelle version. On peut en critiquer la consommation de mémoire vive importante qui ralentit rapidement les machines anciennes ou datant de plus de quelques mois avant sa sortie.

#### Fonctionnalités
Certaines particularités rendent la navigation plus fiable, plus aisée et très agréable :
- affichage à la façon de Gecko (Mozilla) ou de Trident (Internet Explorer de Microsoft) ;
- barre « Multi-Bar », permettant aux utilisateurs d'accéder aux contenus dynamiques tels les fils d'actualités (flux RSS) ou les prévisions météorologiques ;
- possibilité de supprimer automatiquement les traces de navigations à la fin d'une session ;
- possibilité d'accepter les contrôles Active X (rendant, par exemple, la mise à jour de Windows en ligne possible sans utiliser Internet Explorer).
- rechargement des onglets fermés (volontairement ou non) ;
- gestion multi-utilisateurs avec contrôle d'accès et contrôle parental (Profile Manager) : plusieurs utilisateurs d'un même ordinateur peuvent utiliser le navigateur avec des mots de passe, un affichage, des options et des signets personnalisés ;
- protection contre l'hameçonnage (dissimulation d'adresses URL) ;
- protection contre les logiciels espions ;
- mise à jour automatique de listes noires de sites à risque (centre de sécurité dynamique) ;
- système très complet de contrôle de site.

L'anti-spywares intégré, facile à paramétrer, permet de vérifier les fichiers lors de leur téléchargement et de scanner les disques durs. Les fichiers de définitions peuvent être mis à jour toutes les heures, ce qui rend ce logiciel très efficace, comme permettent d'en juger les images qui suivent (scan effectué sur un ordinateur précédemment contrôlé avec Ad-Aware, CounterSpy, Ewido, Pest Patrol, Spybot - Search & Destroy, Spy Sweeper et MS Antispyware) :
Le système de contrôle de site, paramétrable site par site, est une autre innovation particulièrement utile, qui permet d'activer automatiquement ou non différentes fonctions selon le site visité.

#### Thèmes
Comme celle de SeaMonkey ou Mozilla Firefox, l'interface de Netscape (sauf pour la dernière version c'est-à-dire la 9) peut être personnalisée grâce à des thèmes, habillages proposés par Netscape ou par des particuliers. Du fait du nombre plus réduit d'utilisateurs et de sa sortie plus récente, le nombre de thèmes disponibles est plus faible. Toutefois, Netscape met à la disposition des internautes un fichier, le Netscape Theme SDK (pour Software Development Kit), qui permet de créer ses propres thèmes.

#### Extensions
Comme pour SeaMonkey ou Mozilla Firefox, les possibilités de Netscape peuvent être accrues en installant des extensions, petits programmes qui viennent se greffer sur l'application originelle.

#### Versions
- La branche 8.0.x a bénéficié de plusieurs mises à jour mineures de sécurité ou de corrections de bugs, souvent pour mettre à niveau la base avec celle de Mozilla Firefox.
- La version 8.1, sortie le 25 janvier 2006 apporte de nombreuses améliorations :
  - amélioration des performances ;
  - améliorations des interfaces ;
  - amélioration de la navigation par onglets ;
  - rechargement des onglets fermés (volontairement ou non) ;
  - gestion multi-utilisateurs avec contrôle d'accès et contrôle parental (Profile Manager) ;
  - amélioration de l'utilisation des fils d'information (RSS) ;
  - mise à jour automatique de listes noires de sites à risque (Dynamic Security Center) ;
  - interface améliorée du panneau de configuration avec de nouvelles options ;
  - protection anti-spywares (contre les logiciels espions).
- La dernière version de Netscape 8 est la 8.1.3.
- La dernière version francisée est la 8.0.2.
- La toute dernière version est la 9.0.0.6.

#### Équipement requis
Netscape 8.x fonctionne sous Windows (98 SE, ME, 2000 et XP) et nécessite au minimum un microprocesseur cadencé à 233 MHz, 64 Mo de mémoire vive et 35 Mo d'espace disque.

### Netscape Navigator 9
Le 24 janvier 2007, une nouvelle version est annoncée en préparation sur le blog de Netscape.com.
La première bêta de Netscape Navigator 9 sort le 5 juin 2007. Celui-ci est cette fois multiplateforme, développé par les développeurs d’AOL et basé sur Mozilla Firefox 1.5, bénéficiant de ses modules complémentaires (extensions et thèmes).
Il dispose d'un nouveau thème (disponible pour Mozilla Firefox sous le nom de « Netstripe ») ainsi que d'une intégration avec le portail Netscape et d'autres fonctionnalités comme le Link Pad, permettant de retenir des liens intéressants, ou la correction automatique des erreurs de frappes fréquentes dans les URL. Cette version est finalement sortie le 15 octobre 2007, uniquement en anglais. Basé finalement sur Mozilla Firefox 2, les extensions de Mozilla Firefox restent compatibles, cette version inclut le thème de Netscape, un correcteur d'URL, une barre de navigation secondaire sur un côté du navigateur, le texte redimensionnable, l'enregistrement d'un onglet pour un usage ultérieur et un Throbber. Cependant, cette version n'inclut plus les autres fonctionnalités de messagerie et autres services des précédentes versions de Netscape.

### Fin de Netscape Navigator
Le 28 décembre 2007, AOL a annoncé l'arrêt du développement de Netscape Navigator et conseille à ses utilisateurs de rejoindre Mozilla et son navigateur Mozilla Firefox. Cette fin fait suite à la baisse des parts de marché du navigateur qui selon les dernières statistiques ne concernait plus que 0,6 % des utilisateurs. Le support de Netscape Navigator n'est plus assuré depuis le 1er mars 2008.